# 世界の地理

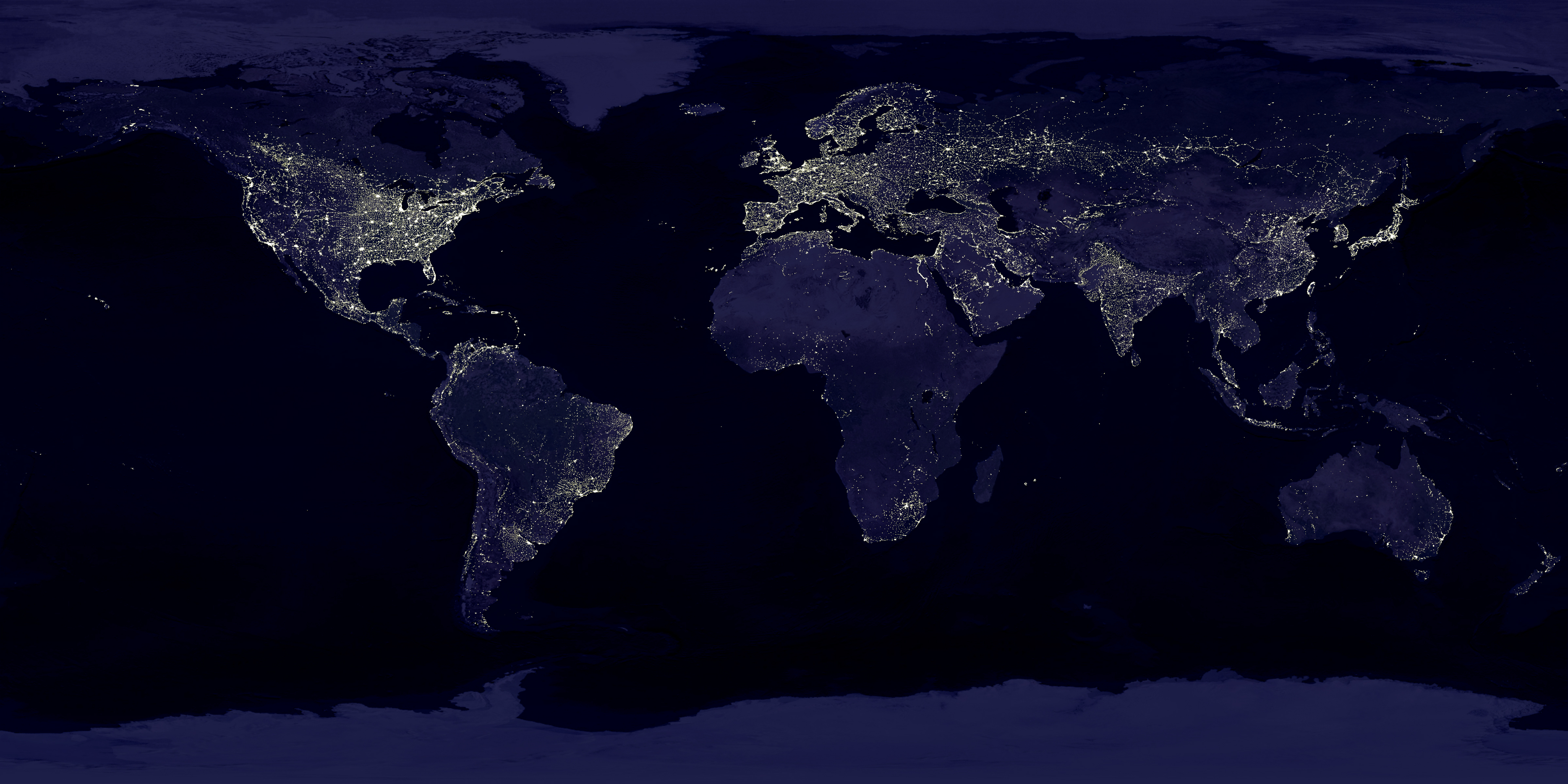
夜の姿

世界の地理（せかいのちり）は、地球上の地理全般の概要である。

## 概要

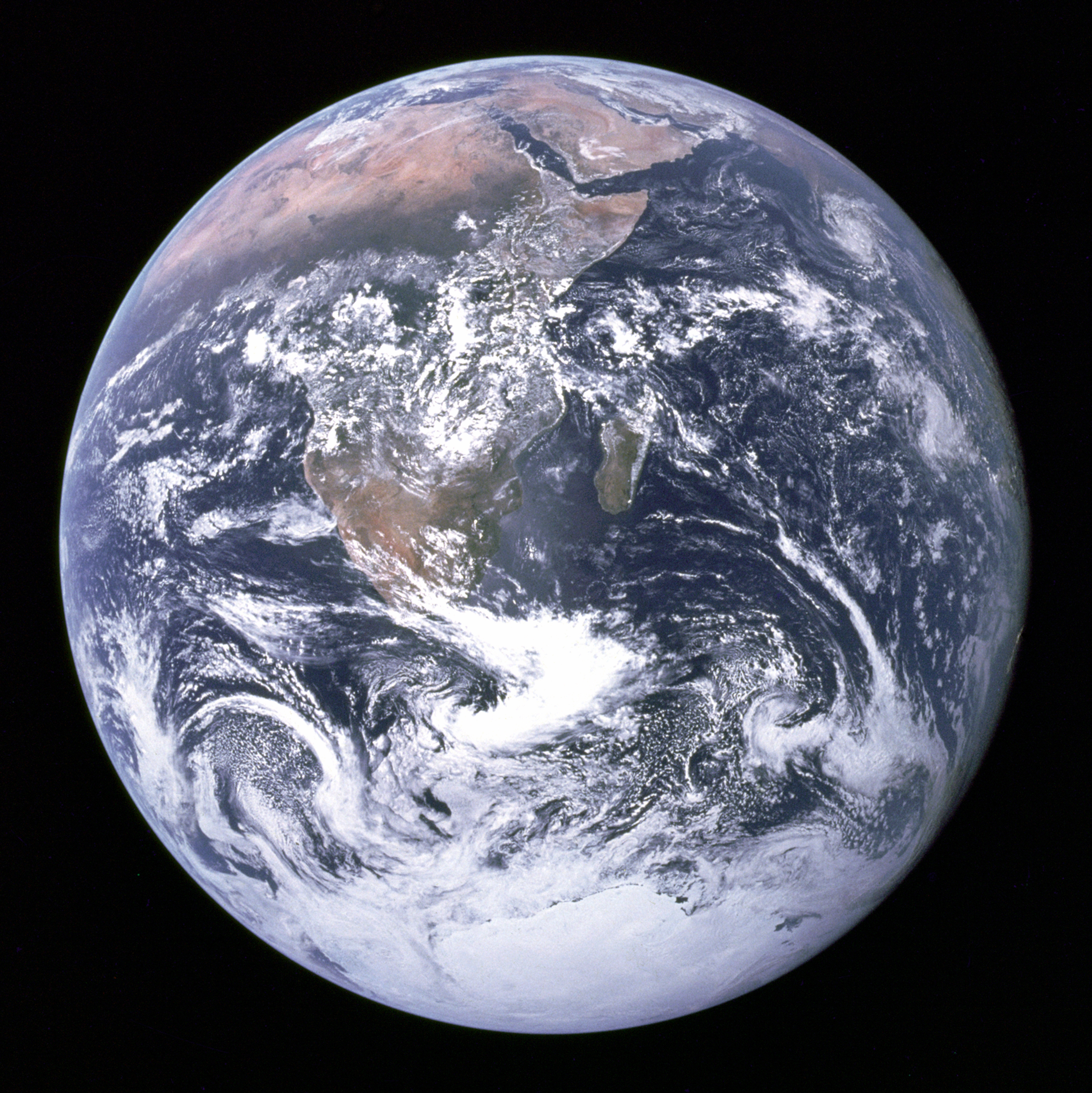
地球

地球は、宇宙の中の太陽系に位置している。ここで言う「世界」とは、地球全体、または地球上の全ての地域、国家、土地、人々などの総括を表す。地球の表面積（陸地面積+海域面積、地球の全面積）は510,065,600km²である。
- 陸地の総面積は、147,244,000km²で、全面積に占める割合は、約28.9%である。
- 海の総面積（海水で覆われている面積）は、362,822,000km²で、全面積に占める割合は、約71.1%である。この水が形を変えながら常に動き、降水や侵食など地球で起こる現象の大部分を左右する。
- 上記までのデータは、地球地図全球版第2版（土地被覆）を用いてGRS 80地球楕円体に準拠して算出されたものであり、詳細は理科年表地学部を参照。その他の地球の詳しいデータは、地球を参照。地球は約46億年前に誕生した[1]

## 地形
- ユーラシア大陸 - アジア大陸、ヨーロッパ大陸
- アフリカ大陸

上記2大陸を合わせ、アフロ・ユーラシア大陸という。
- 北アメリカ大陸（北米大陸）
- 南アメリカ大陸（南米大陸）

上記2大陸を合わせ、アメリカ大陸という。
- オーストラリア大陸
- 南極大陸

ヨーロッパの歴史的概念として、旧大陸（古くから知られていたアフリカ大陸やユーラシア大陸）、新大陸（南北アメリカ大陸、オーストラリア大陸）がある。

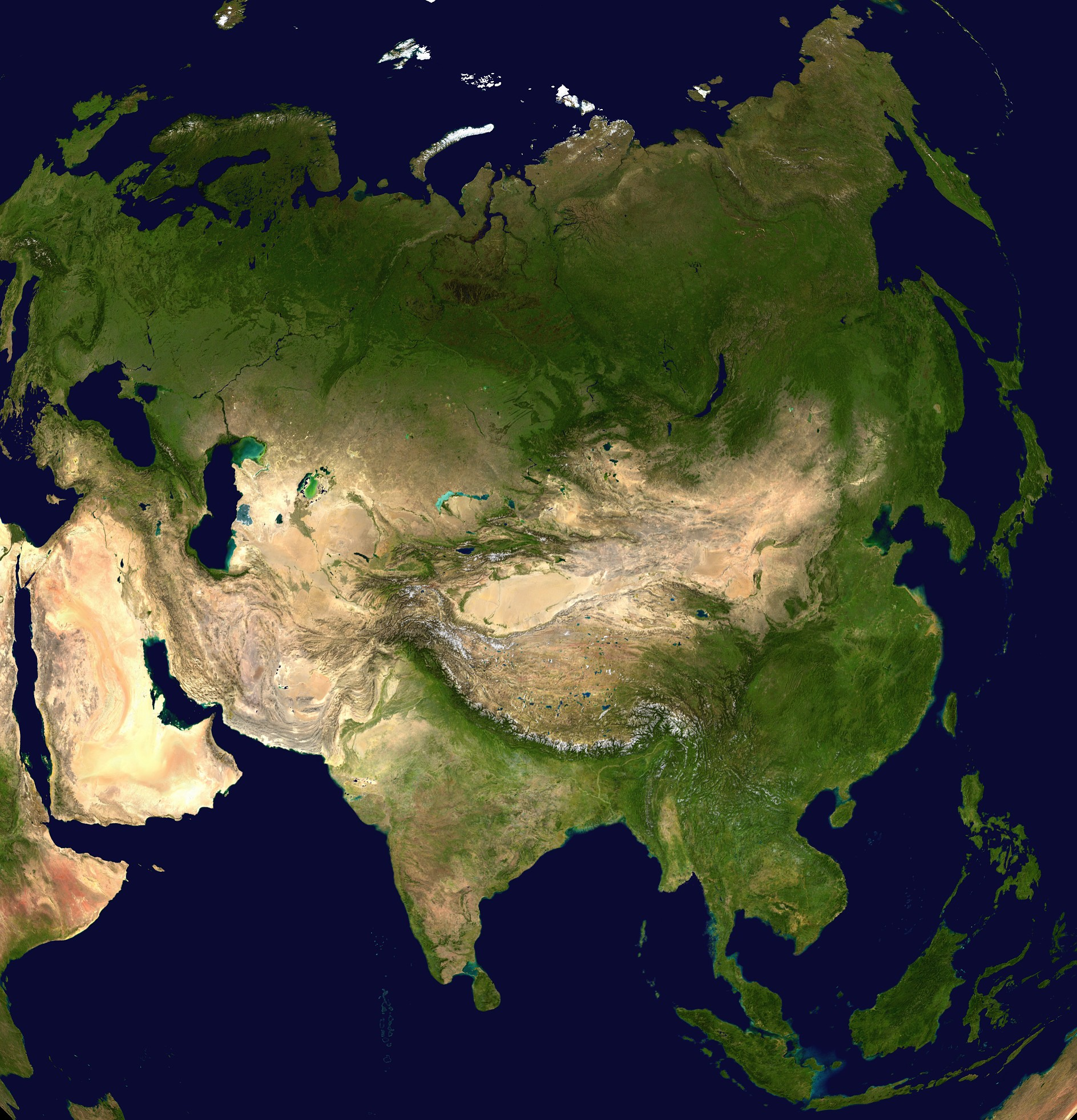
アジア大陸
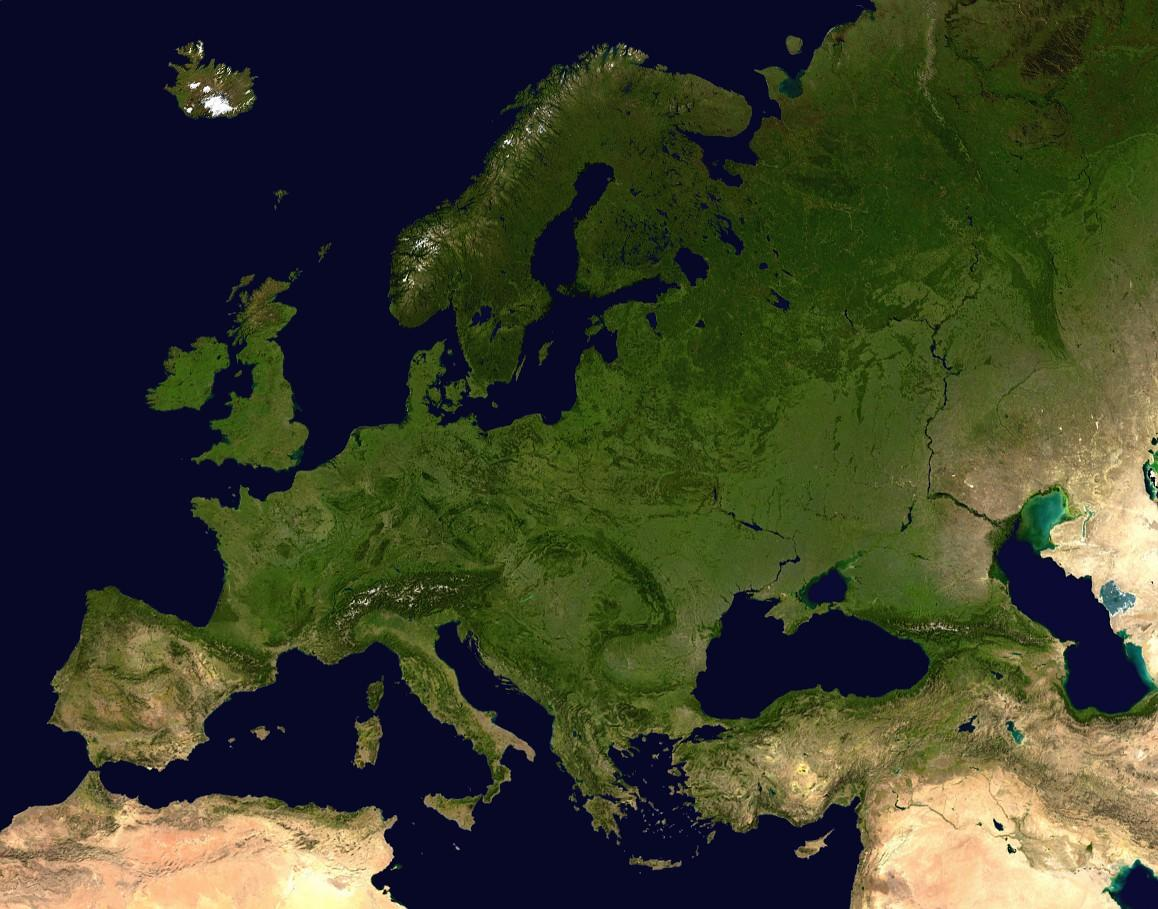
ヨーロッパ大陸
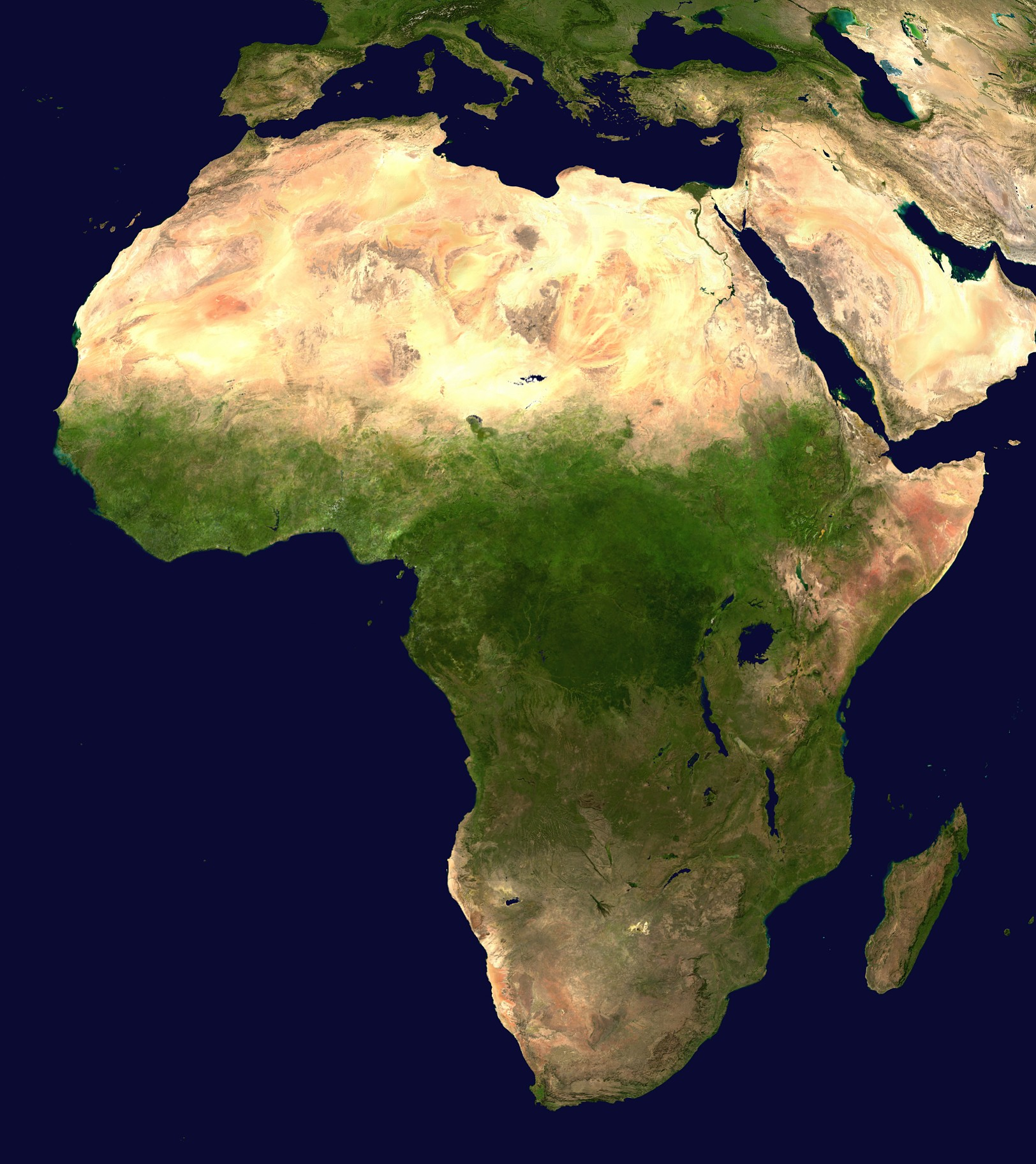
アフリカ大陸
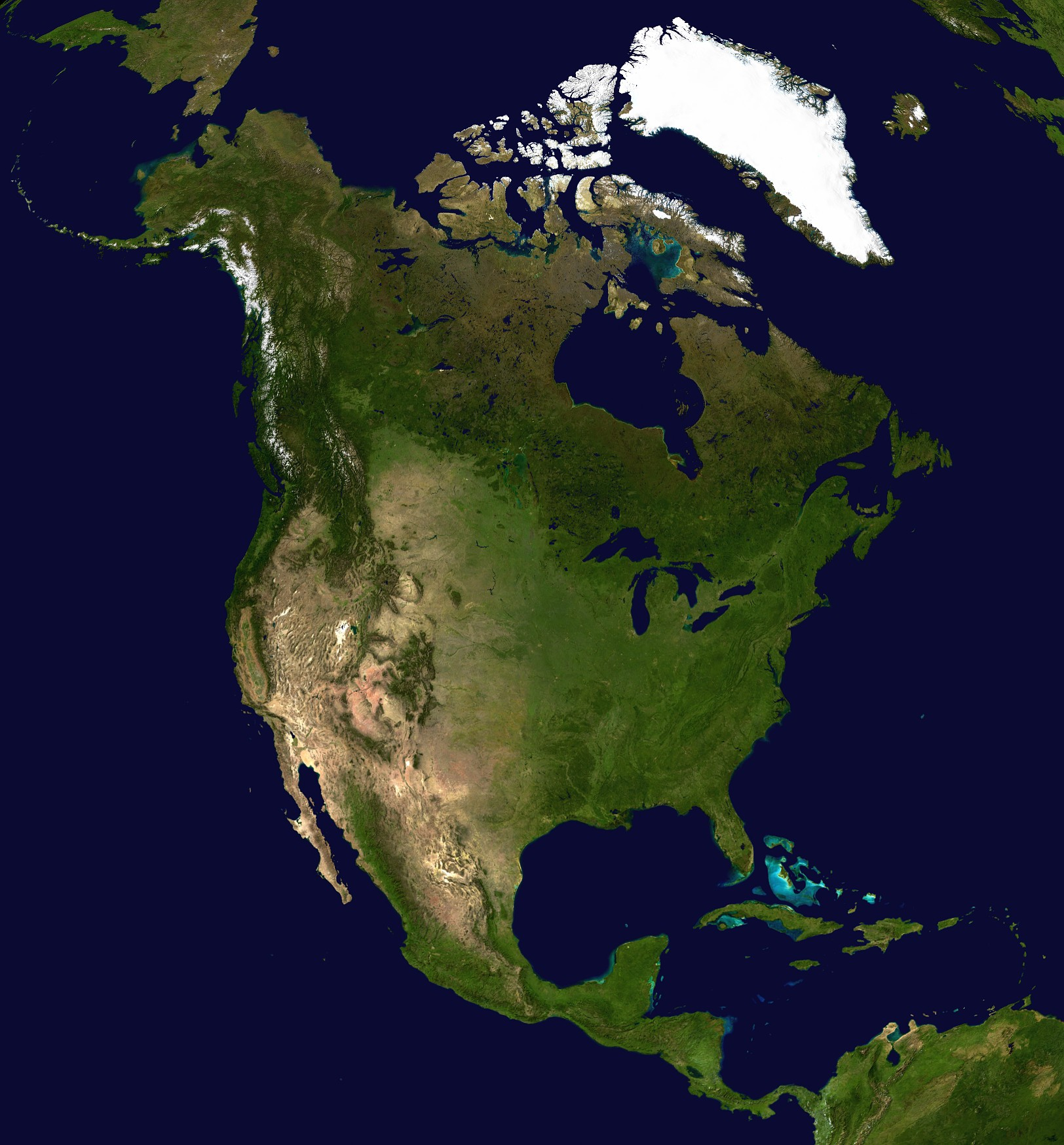
北アメリカ大陸
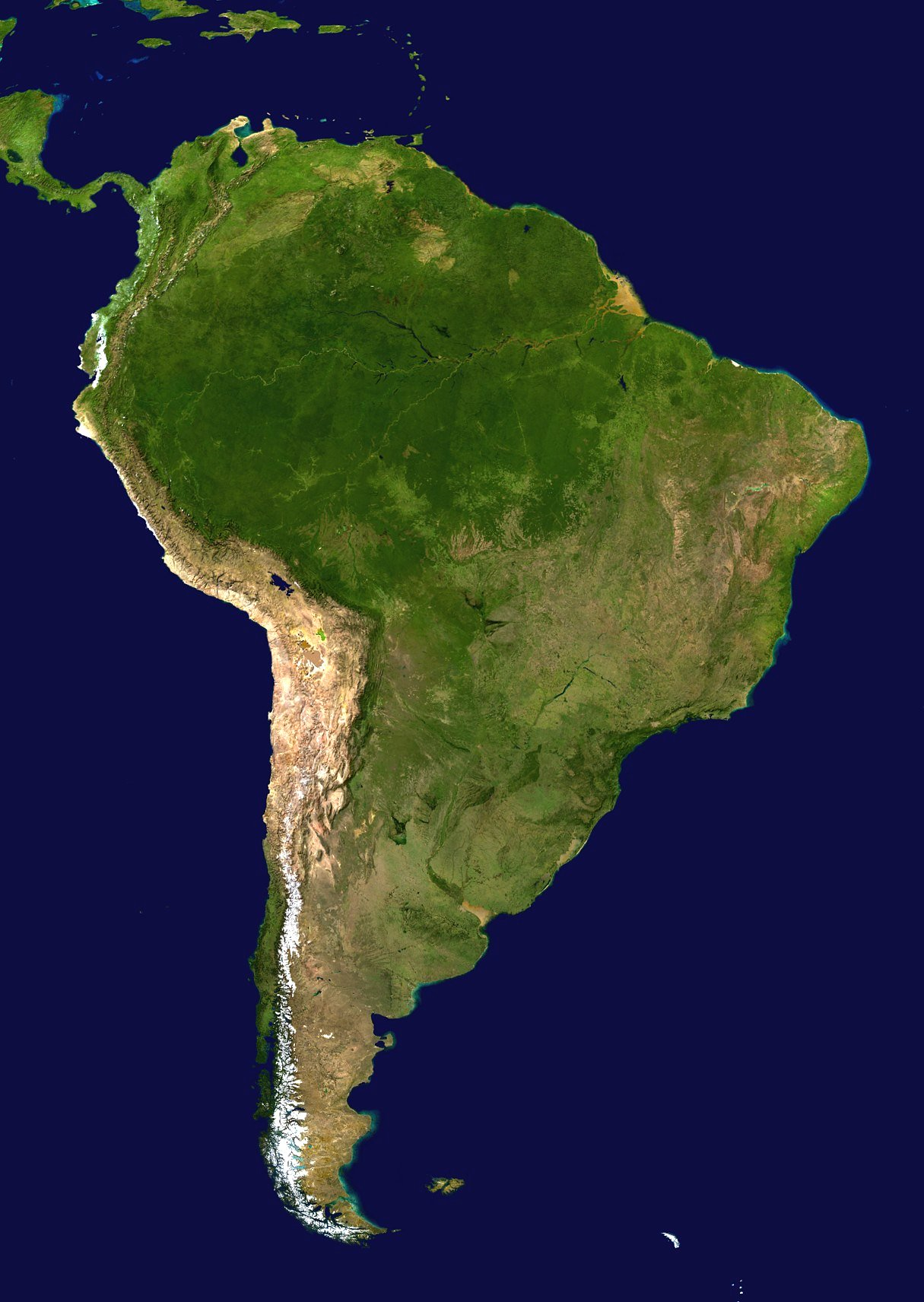
南アメリカ大陸
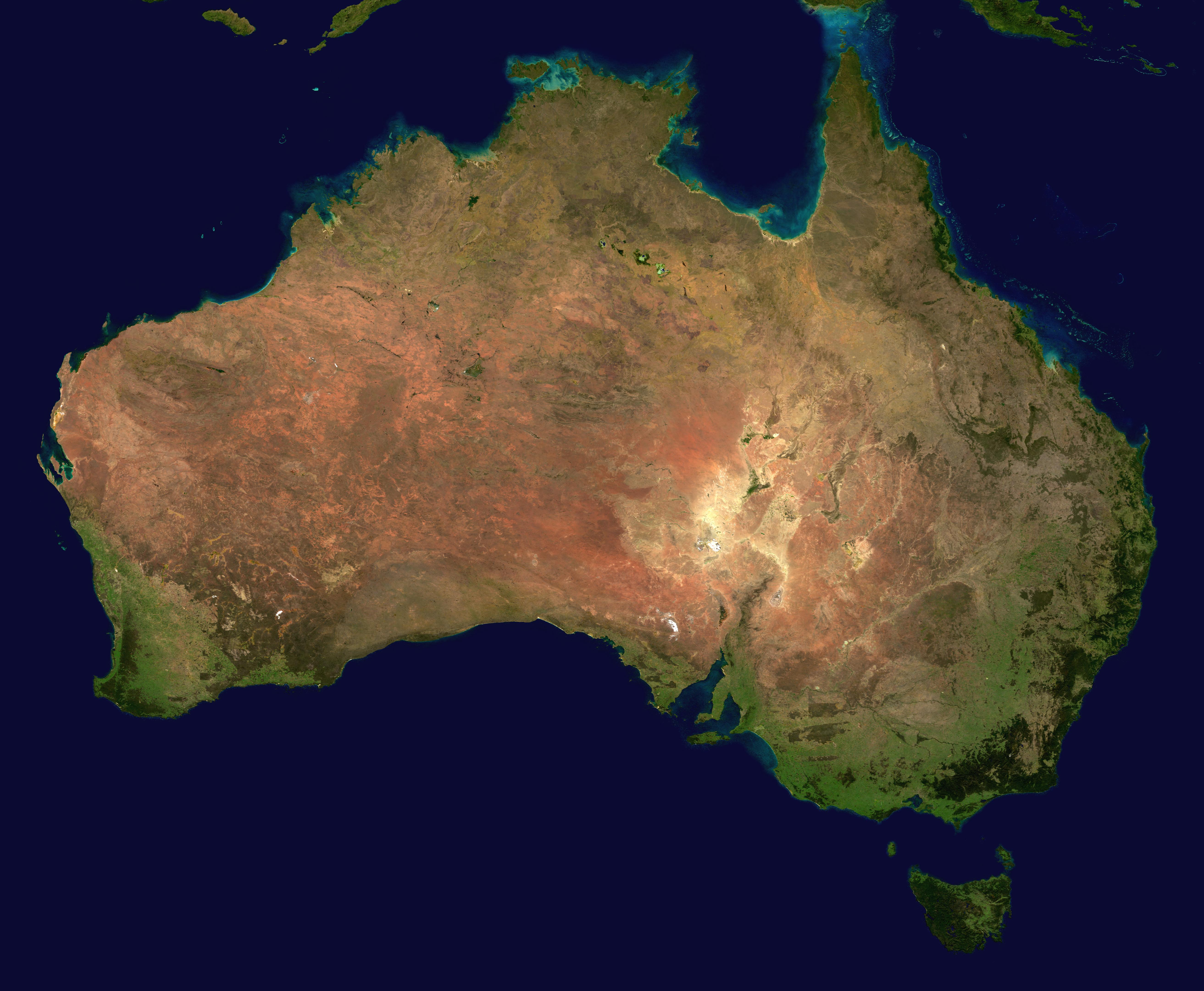
オーストラリア大陸
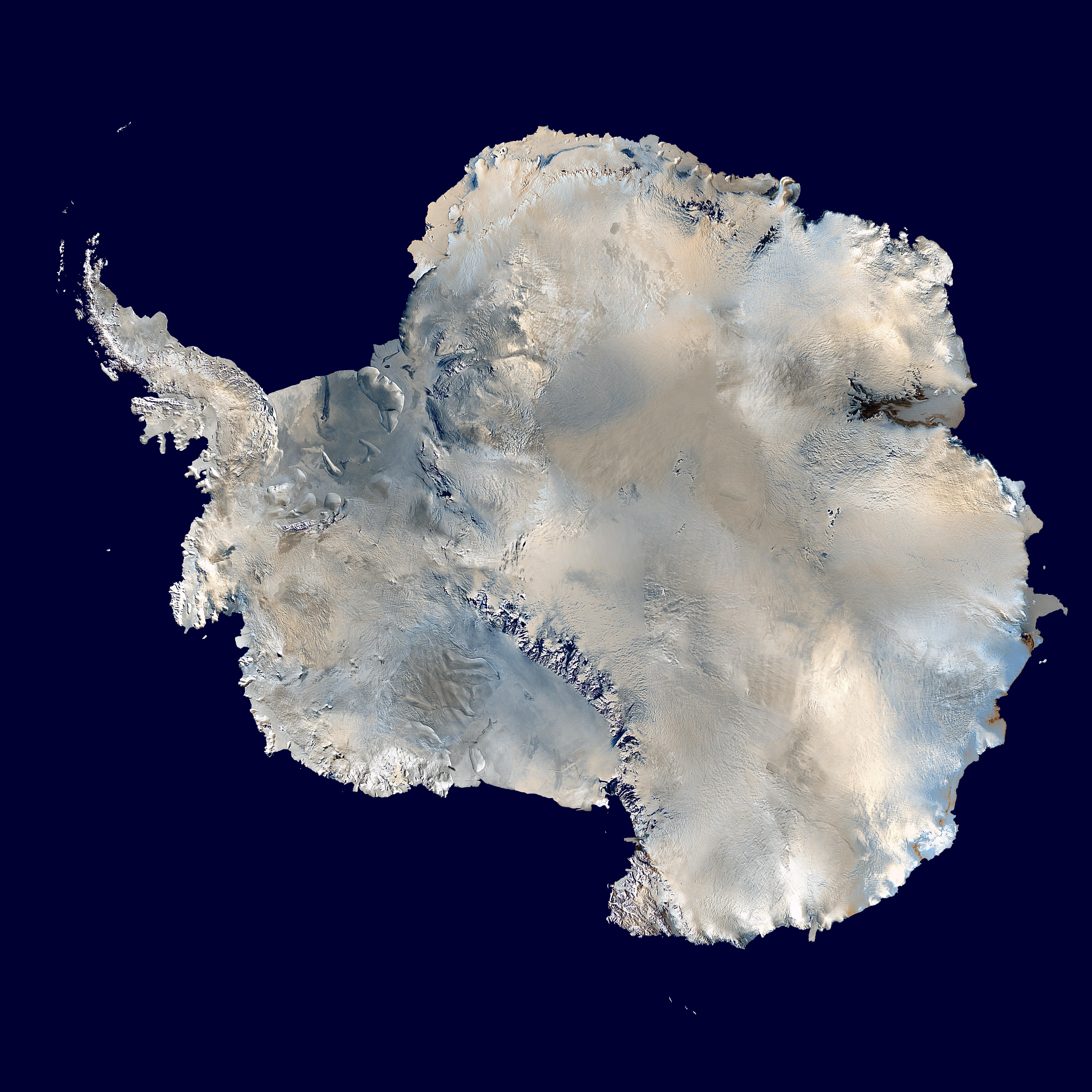
南極大陸